# 海倫娜鎮區 (明尼蘇達州斯科特縣)
海倫娜鎮區（英語：Helena Township）是位於美國明尼蘇達州斯科特縣的一個行政鎮區。

## 歷史
海倫娜鎮區於1866年設立，得名自神話中的海倫（Helen of Troy）。

## 地方資料
海倫娜鎮區的面積為16.53平方千米，當中陸地面積為16.23平方千米，而水域面積為0.00平方千米。根據2020年美國人口普查的數據，當地共有人口1795人，而人口密度為每平方千米108.59人。